# Maslacq
Maslacq est une commune française située dans le département des Pyrénées-Atlantiques, en région Nouvelle-Aquitaine.
Ses habitants sont les Maslacquais.

## Géographie

### Localisation
La commune de Maslacq se trouve dans le département des Pyrénées-Atlantiques, en région Nouvelle-Aquitaine.
Elle se situe à 40 km par la route de Pau, préfecture du département, et à 15 km de Mourenx, bureau centralisateur du canton du Cœur de Béarn dont dépend la commune depuis 2015 pour les élections départementales.
La commune fait en outre partie du bassin de vie d'Orthez.
Les communes les plus proches sont : 
Argagnon (2,1 km), Sarpourenx (2,3 km), Mont (3,5 km), Castétis (3,5 km), Biron (4,1 km), Castetner (4,2 km), Loubieng (5,2 km), Sauvelade (5,5 km).
Sur le plan historique et culturel, Maslacq fait partie de la province du Béarn, qui fut également un État et qui présente une unité historique et culturelle à laquelle s’oppose une diversité frappante de paysages au relief tourmenté.

### Communes limitrophes
Les communes limitrophes sont  Argagnon, Castetner, Lagor, Loubieng, Mont, Sarpourenx et Sauvelade.
| Sarpourenx | Argagnon  |       |
| Castetner  | Maslacq   | Mont  |
| Loubieng   | Sauvelade | Lagor |

### Hydrographie

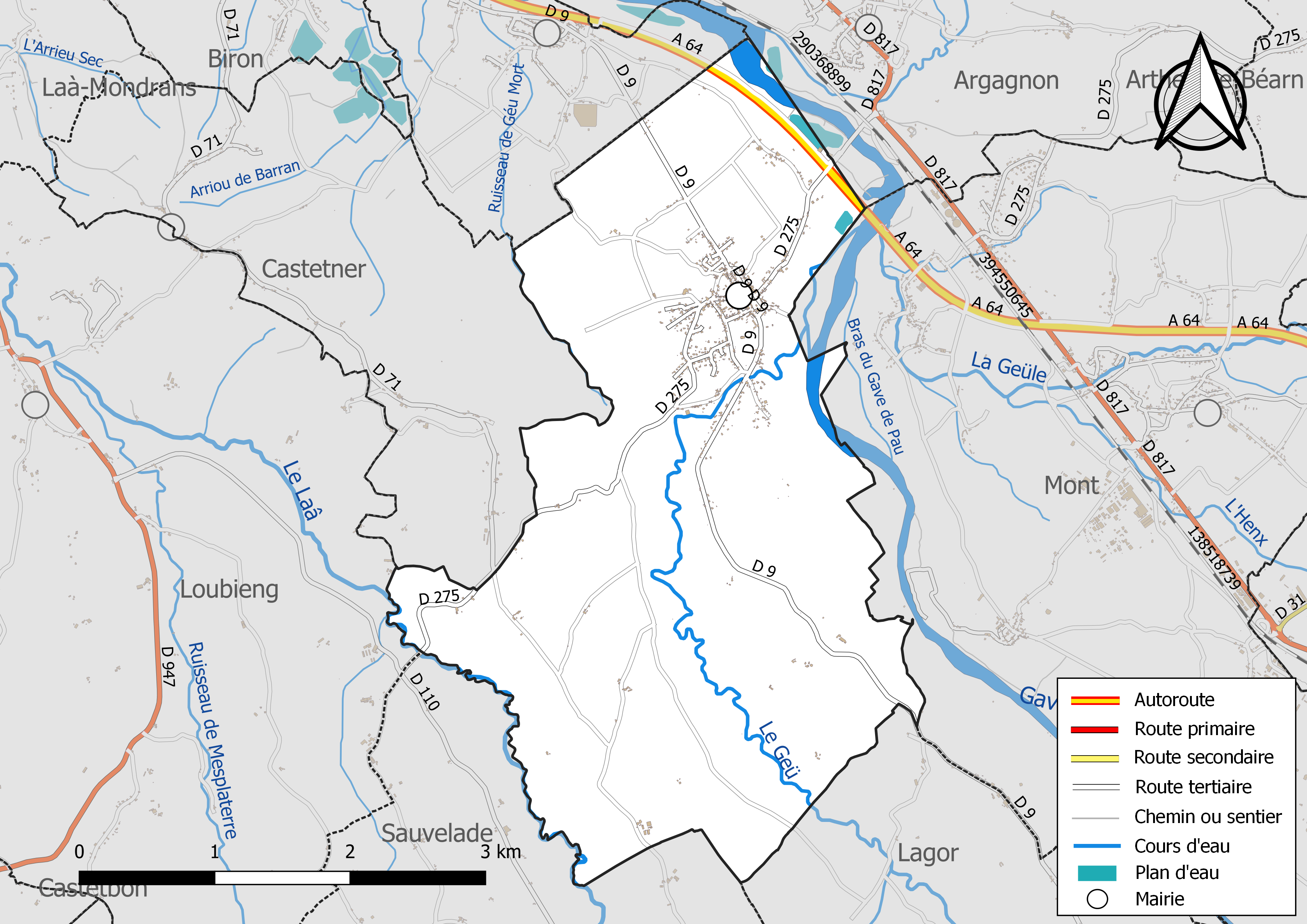
Réseaux hydrographique et routier de Maslacq.

La commune est drainée par le gave de Pau, le Laà, le Geü, le ruisseau de Géu Mort, et par deux petits cours d'eau, constituant un réseau hydrographique de 8 km de longueur totale,.
Le gave de Pau, d'une longueur totale de 192,8 km, prend sa source dans la commune de Gavarnie-Gèdre et s'écoule du sud-est vers le nord-ouest. Il traverse la commune et se jette dans l'Adour à Saint-Laurent-de-Gosse, après avoir traversé 88 communes.
Le Laà, d'une longueur totale de 29,5 km, prend sa source dans la commune d'Ogenne-Camptort et s'écoule du sud-est vers le nord-ouest. Il traverse la commune et se jette dans le gave de Pau à Orthez, après avoir traversé 9 communes.

### Climat
Pour des articles plus généraux, voir Climat de la Nouvelle-Aquitaine et Climat des Pyrénées-Atlantiques.
Historiquement, la commune est exposée à un climat de montagne.  
En 2020, Météo-France publie une typologie des climats de la France métropolitaine dans laquelle la commune est toujours exposée à un climat de montagne et est dans la région climatique Pyrénées atlantiques, caractérisée par une pluviométrie élevée (>1 200 mm/an) en toutes saisons, des hivers très doux (7,5 °C en plaine) et des vents faibles.
Pour la période 1971-2000, la température annuelle moyenne est de 13,6 °C, avec une amplitude thermique annuelle de 14 °C. Le cumul annuel moyen de précipitations est de 1 189 mm, avec 11,8 jours de précipitations en janvier et 7,9 jours en juillet. Pour la période 1991-2020, la température moyenne annuelle observée sur la station météorologique la plus proche, située sur la commune d'Orthez à 8 km à vol d'oiseau, est de 14,1 °C et le cumul annuel moyen de précipitations est de 1 211,5 mm,. Pour l'avenir, les paramètres climatiques de la commune estimés pour 2050 selon différents scénarios d’émission de gaz à effet de serre sont consultables sur un site dédié publié par Météo-France en novembre 2022.

### Milieux naturels et biodiversité

#### Réseau Natura 2000
Le réseau Natura 2000 est un réseau écologique européen de sites naturels d'intérêt écologique élaboré à partir des Directives « Habitats » et « Oiseaux », constitué de zones spéciales de conservation (ZSC) et de zones de protection spéciale (ZPS).
Un site Natura 2000 a été défini sur la commune au titre de la « directive Habitats » : le « gave de Pau », d'une superficie de 8 194 ha, un vaste réseau hydrographique avec un système de saligues encore vivace,.

#### Zones naturelles d'intérêt écologique, faunistique et floristique
L’inventaire des zones naturelles d'intérêt écologique, faunistique et floristique (ZNIEFF) a pour objectif de réaliser une couverture des zones les plus intéressantes sur le plan écologique, essentiellement dans la perspective d’améliorer la connaissance du patrimoine naturel national et de fournir aux différents décideurs un outil d’aide à la prise en compte de l’environnement dans l’aménagement du territoire.
Une ZNIEFF de type 2 est recensée sur la commune, : 
le « réseau hydrographique du gave de Pau et ses annexes hydrauliques » (3 000,84 ha), couvrant 71 communes dont 10 dans les Landes, 59 dans les Pyrénées-Atlantiques et 2 dans les Hautes-Pyrénées.

## Urbanisme

### Typologie
Au 1er janvier 2024, Maslacq est catégorisée commune rurale à habitat dispersé, selon la nouvelle grille communale de densité à sept niveaux définie par l'Insee en 2022.
Elle est située hors unité urbaine. Par ailleurs la commune fait partie de l'aire d'attraction d'Orthez, dont elle est une commune de la couronne,. Cette aire, qui regroupe 26 communes, est catégorisée dans les aires de moins de 50 000 habitants,.

### Occupation des sols

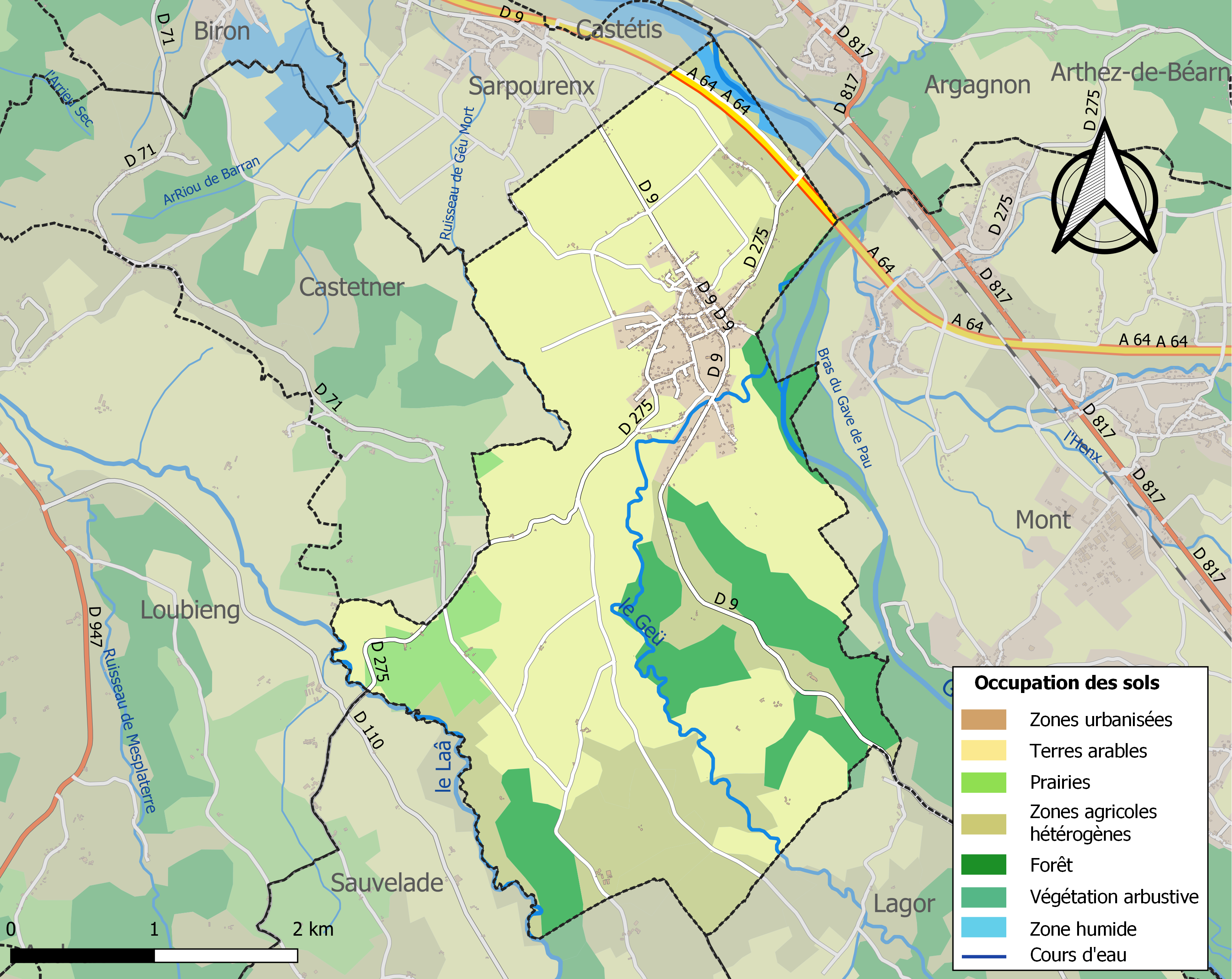
Carte des infrastructures et de l'occupation des sols de la commune en 2018 (CLC).

L'occupation des sols de la commune, telle qu'elle ressort de la base de données européenne d’occupation biophysique des sols Corine Land Cover (CLC), est marquée par l'importance des territoires agricoles (80,2 % en 2018), en diminution par rapport à 1990 (83,6 %). La répartition détaillée en 2018 est la suivante : 
terres arables (55,5 %), zones agricoles hétérogènes (20,6 %), forêts (13,5 %), zones urbanisées (5,6 %), prairies (4,1 %), eaux continentales (0,7 %). L'évolution de l’occupation des sols de la commune et de ses infrastructures peut être observée sur les différentes représentations cartographiques du territoire : la carte de Cassini (XVIIIe siècle), la carte d'état-major (1820-1866) et les cartes ou photos aériennes de l'IGN pour la période actuelle (1950 à aujourd'hui).

### Lieux-dits et hameaux
- les barthes ;
- Dauguet ;
- les Hameaux ;
- la Plaine ;
- les Vergès ;
- quartier Larue.

### Voies de communication et transports
La commune est desservie par les routes départementales D 9 et D 275.

### Risques majeurs
Le territoire de la commune de Maslacq est vulnérable à différents aléas naturels : météorologiques (tempête, orage, neige, grand froid, canicule ou sécheresse), inondations et séisme (sismicité modérée). Il est également exposé à un risque technologique,  le transport de matières dangereuses, et à un risque particulier : le risque de radon. Un site publié par le BRGM permet d'évaluer simplement et rapidement les risques d'un bien localisé soit par son adresse soit par le numéro de sa parcelle.

#### Risques naturels
Certaines parties du territoire communal sont susceptibles d’être affectées par le risque d’inondation par une crue à  débordement lent de cours d'eau, notamment le gave de Pau, le Geü et le Laâ. La commune a été reconnue en état de catastrophe naturelle au titre des dommages causés par les inondations et coulées de boue survenues en 1982, 1983, 2009, 2013 et 2018,.

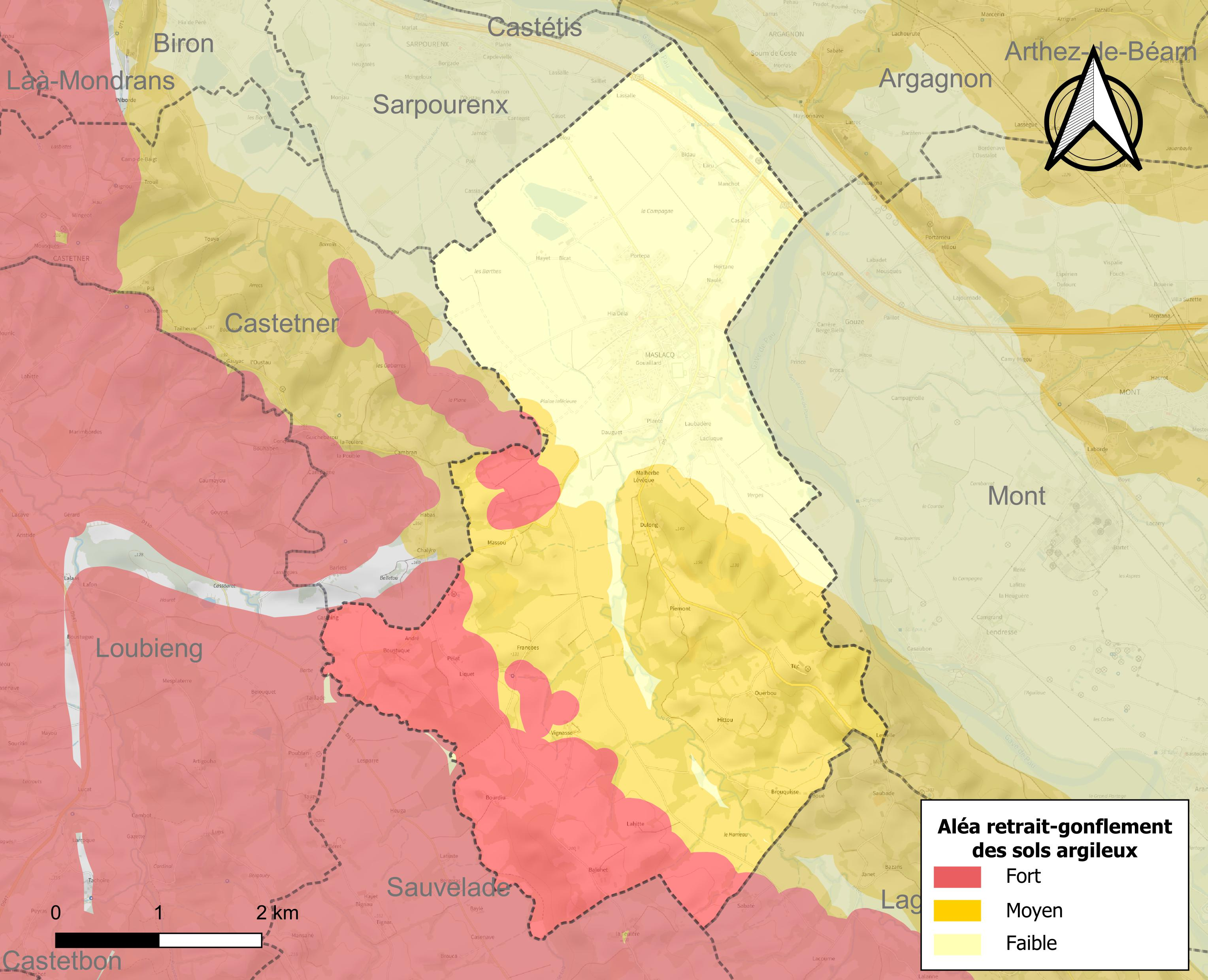
Carte des zones d'aléa retrait-gonflement des sols argileux de Maslacq.

Le retrait-gonflement des sols argileux est susceptible d'engendrer des dommages importants aux bâtiments en cas d’alternance de périodes de sécheresse et de pluie. 59,1 % de la superficie communale est en aléa moyen ou fort (59 % au niveau départemental et 48,5 % au niveau national). Depuis le 1er octobre 2020, en application de la loi ELAN, différentes contraintes s'imposent aux vendeurs, maîtres d'ouvrages ou constructeurs de biens situés dans une zone classée en aléa moyen ou fort,.

#### Risque particulier
Dans plusieurs parties du territoire national, le radon, accumulé dans certains logements ou autres locaux, peut constituer une source significative d’exposition de la population aux rayonnements ionisants. Selon la classification de 2018, la commune de Maslacq est classée en zone 2, à savoir zone à potentiel radon faible mais sur lesquelles des facteurs géologiques particuliers peuvent faciliter le transfert du radon vers les bâtiments.

## Toponymie

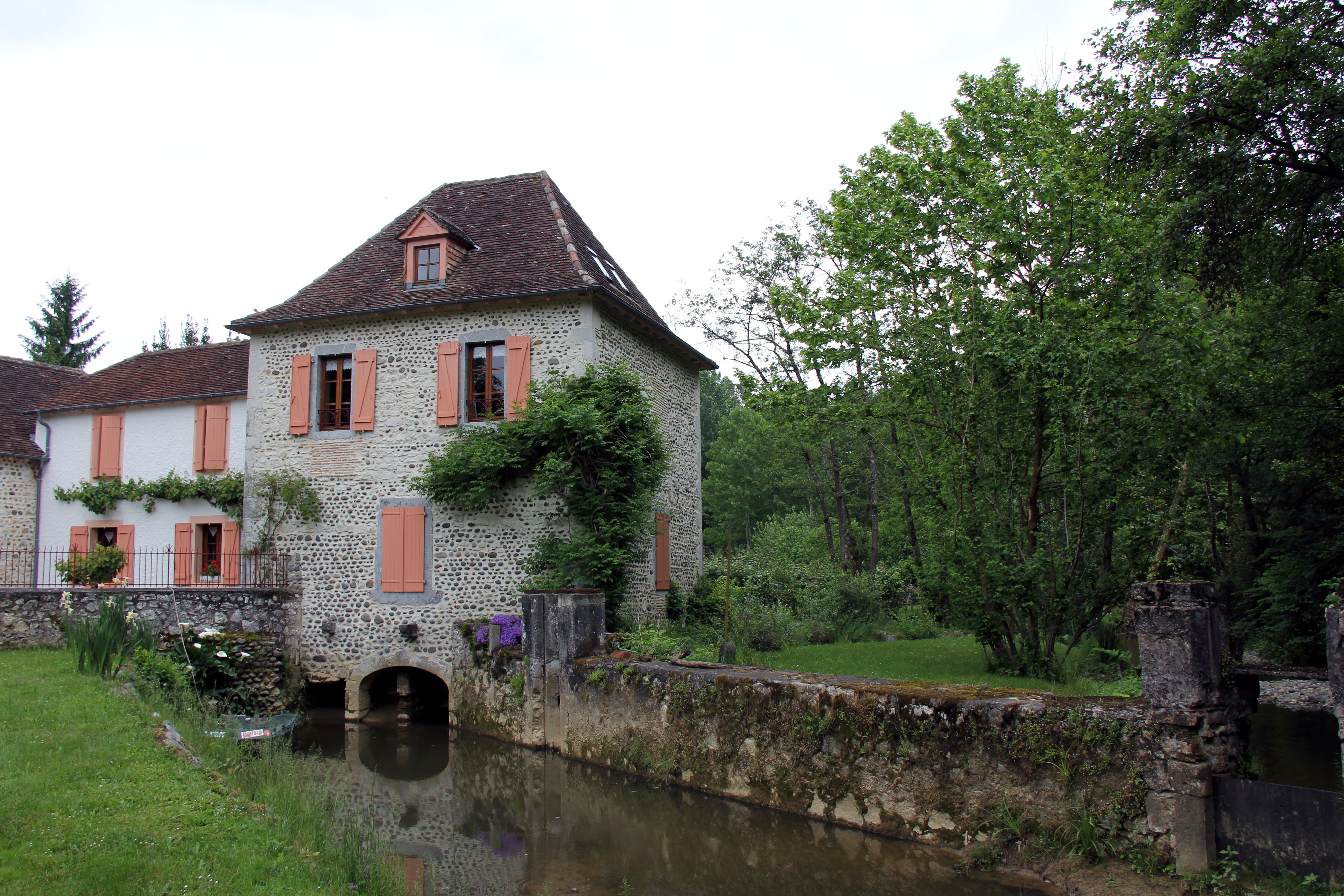
Moulin de Gané

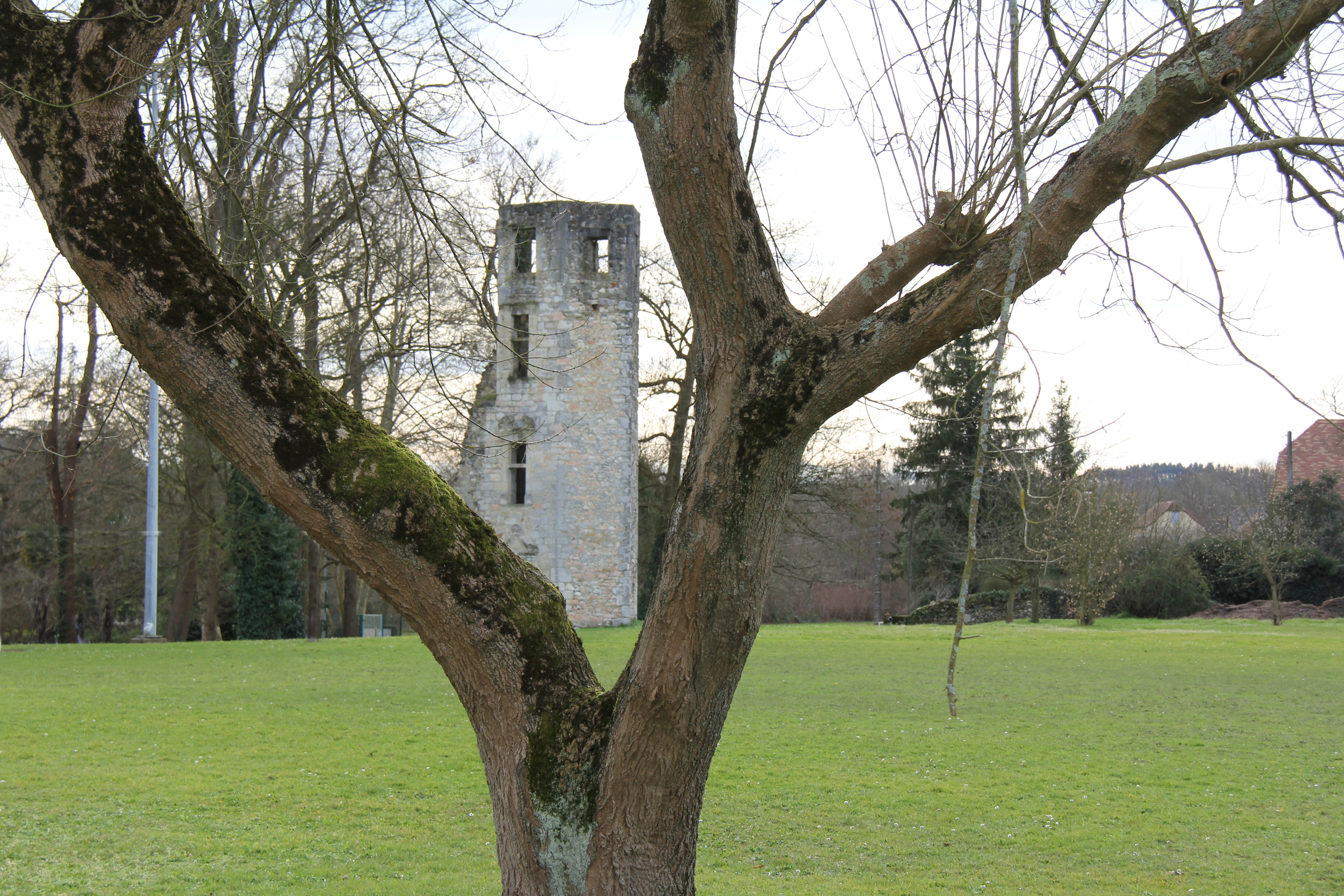
Tour médiévale

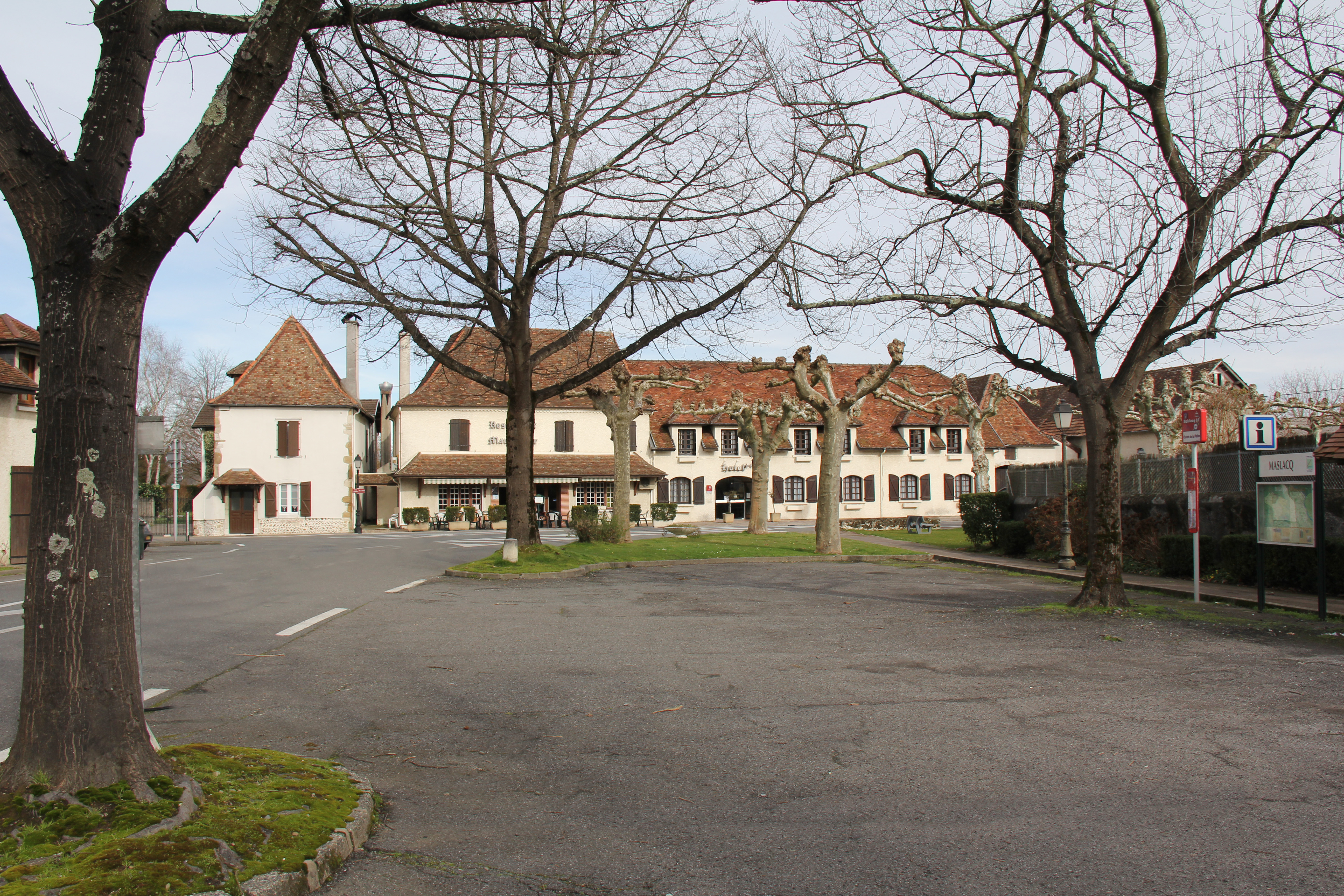
Hôtel Restaurant

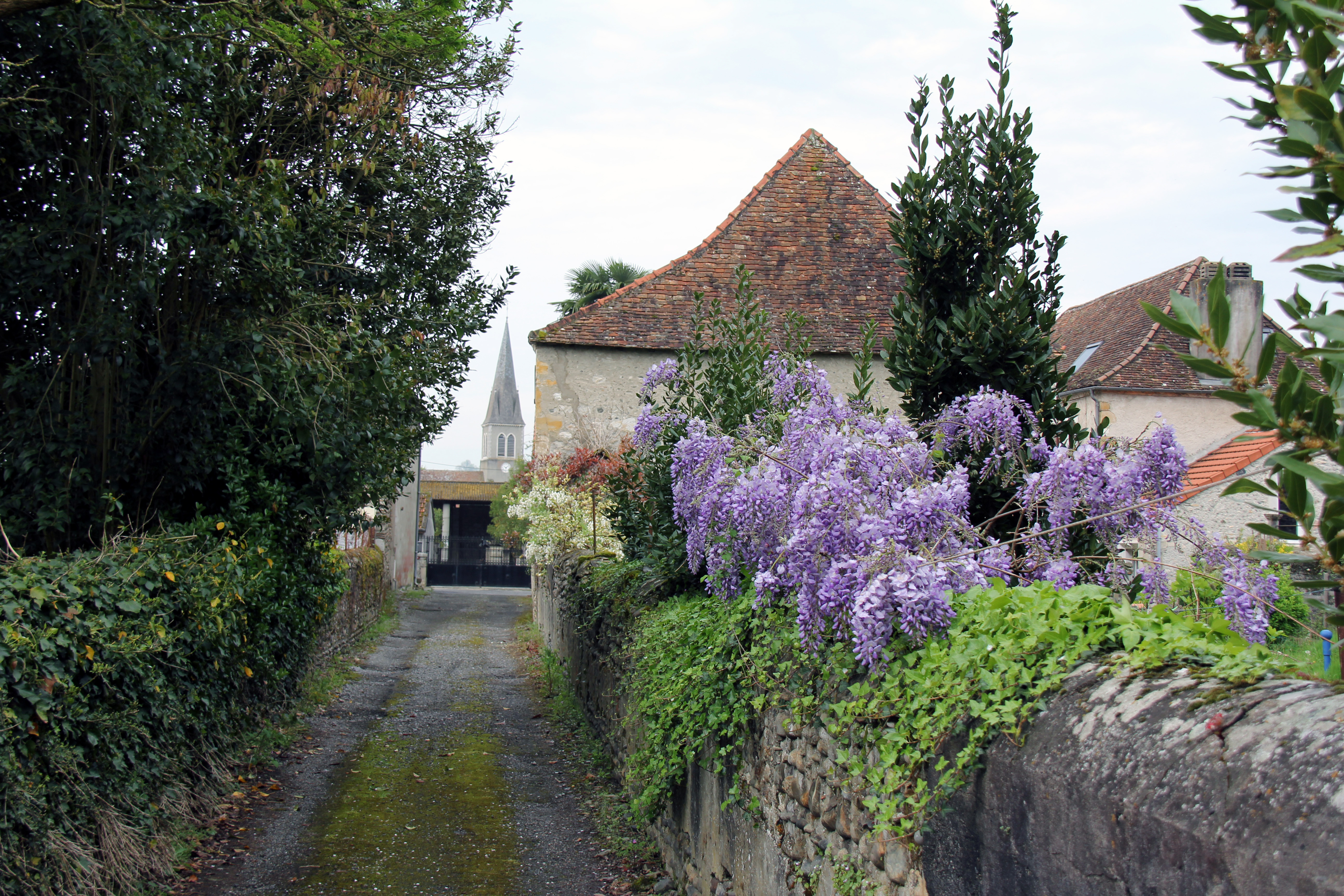
Rue Caribète

Le toponyme Maslacq apparaît sous les formes Maslach (1170, titres de Barcelone), Marslag (XIIe siècle, d'après Pierre de Marca), Maçlag (1249, notaires d'Oloron), Mazlag (1286), Maslac en Larbag (1298, titres de Béarn) et Sanct-Johan de Maslac (1476, notaires de Castetner).
Son nom béarnais est Marslac ou Maslac.

## Histoire
Paul Raymond note que la commune comptait une abbaye laïque, vassale de la vicomté de Béarn.
En 1385, on y comptait 90 feux et la commune dépendait du bailliage de Larbaig.

## Politique et administration
| Période                                  | Période | Identité             | Étiquette | Qualité |
| ---------------------------------------- | ------- | -------------------- | --------- | ------- |
| 1945                                     | 1971    | Charles Darricau     |           |         |
| 1971                                     | 1977    | Louis Lanusse-Cazalé |           |         |
| 1977                                     | 1989    | Marc Tredjeu         |           |         |
| 1989                                     | 2001    | Henri Camet-Lassale  |           |         |
| 2001                                     | 2020    | Georges Trouilhet    |           |         |
| 2020                                     | 2026    | Jean Naulé           |           |         |
| Les données manquantes sont à compléter. |         |                      |           |         |

### Intercommunalité
Maslacq fait partie de cinq structures intercommunales :
- la communauté de communes de Lacq-Orthez ;
- le SIVOM de Lagor ;
- le syndicat d’énergie des Pyrénées-Atlantiques ;
- le syndicat intercommunal d’eau et d’assainissement Gave et Baïse ;
- le syndicat intercommunal de défense contre les inondations du gave de Pau.

## Population et société

### Démographie
L'évolution du nombre d'habitants est connue à travers les recensements de la population effectués dans la commune depuis 1793. Pour les communes de moins de 10 000 habitants, une enquête de recensement portant sur toute la population est réalisée tous les cinq ans, les populations de référence des années intermédiaires étant quant à elles estimées par interpolation ou extrapolation. Pour la commune, le premier recensement exhaustif entrant dans le cadre du nouveau dispositif a été réalisé en 2007.

En 2022, la commune comptait 888 habitants, en évolution de −2,09 % par rapport à 2016 (Pyrénées-Atlantiques : +3,78 %, France hors Mayotte : +2,11 %).
| 1793 | 1800 | 1806 | 1821 | 1831 | 1836 | 1841 | 1846 | 1851 |
| ---- | ---- | ---- | ---- | ---- | ---- | ---- | ---- | ---- |
| 822  | 869  | 802  | 831  | 953  | 959  | 960  | 964  | 971  |

| 1856 | 1861  | 1866 | 1872 | 1876 | 1881 | 1886 | 1891 | 1896 |
| ---- | ----- | ---- | ---- | ---- | ---- | ---- | ---- | ---- |
| 916  | 1 000 | 821  | 774  | 754  | 765  | 751  | 729  | 696  |

| 1901 | 1906 | 1911 | 1921 | 1926 | 1931 | 1936 | 1946 | 1954 |
| ---- | ---- | ---- | ---- | ---- | ---- | ---- | ---- | ---- |
| 672  | 643  | 628  | 580  | 588  | 545  | 586  | 698  | 553  |

| 1962 | 1968 | 1975 | 1982 | 1990 | 1999 | 2006 | 2007 | 2012 |
| ---- | ---- | ---- | ---- | ---- | ---- | ---- | ---- | ---- |
| 848  | 875  | 848  | 724  | 738  | 727  | 745  | 747  | 923  |

| 2017 | 2022 | - | - | - | - | - | - | - |
| ---- | ---- | - | - | - | - | - | - | - |
| 890  | 888  | - | - | - | - | - | - | - |

## Économie
Maslacq est une commune rurale (agriculture élevage).
En ce qui concerne les productions végétales, elle a longtemps été monoproductrice de maïs et depuis plusieurs années on assiste à une diversification (colza, tournesol...).
La coopérative Landaise Agralia y a un silo et la coopérative Pau Euralis en gère un à moins d'un kilomètre.
La commune fait partiellement partie de la zone d'appellation de l'ossau-iraty.
Maslacq se trouve dans le bassin de Lacq, son sous-sol contient du soufre sous forme de sulfure d'hydrogène (H2S), gazeux, dont on a pu extraire le soufre solide par oxydation afin de le transporter et de le traiter.
On y trouve aussi du gaz naturel. Le gaz de Lacq, découvert en décembre 1951, a été acheminé dans toute la France par gazoducs à partir des années 1965 et a contribué à l'essor industriel du site industriel de Lacq situé à 6 km. Les puits de gaz sur son territoire ont été progressivement fermés depuis  une vingtaine d'années.

## Culture locale et patrimoine

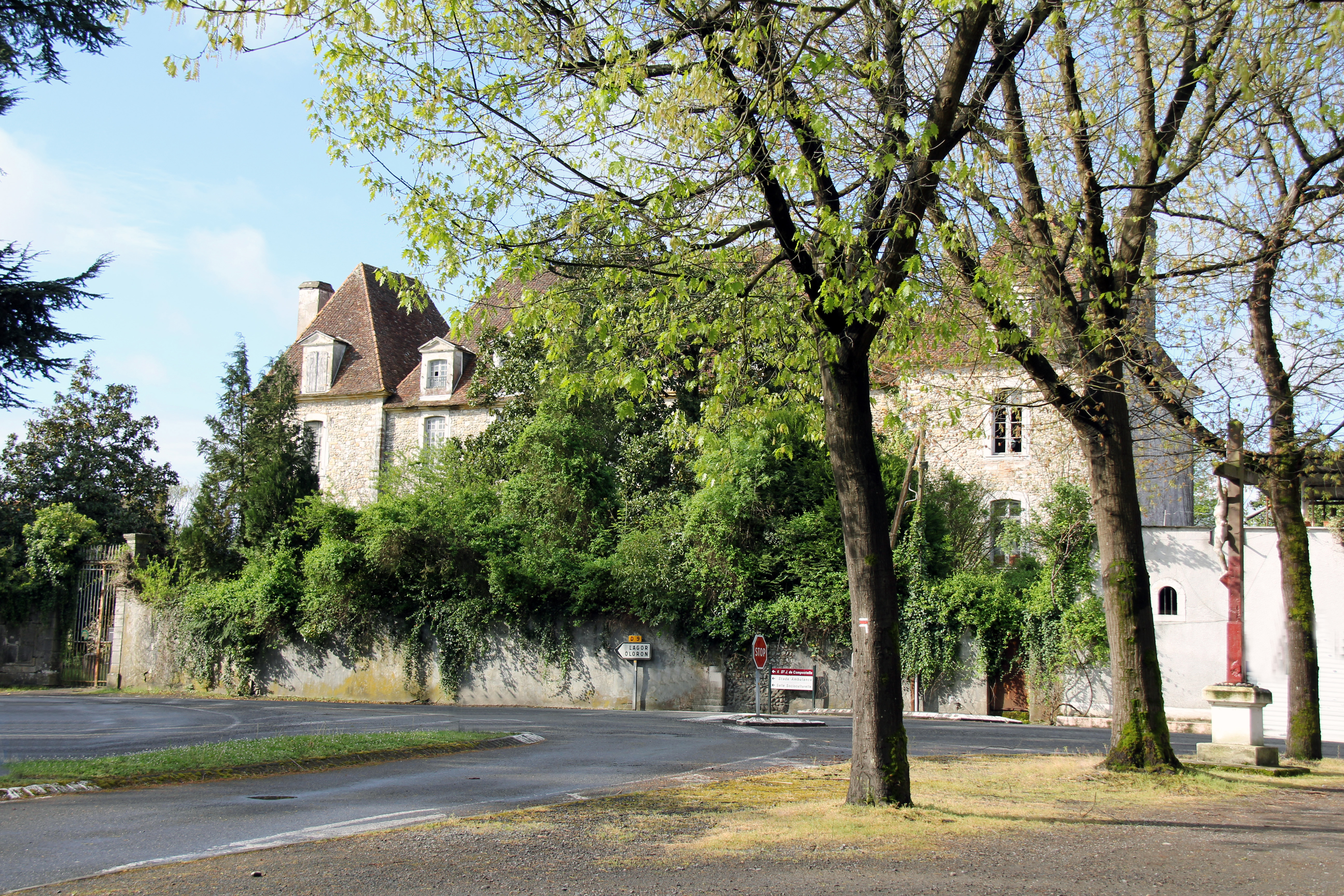
Le château d'Abbadie d'Arboucave

### Patrimoine civil
Le château de Maslacq est l’ancienne demeure de la famille d’Abbadie d'Arboucave. Situé à la sortie du village, au sud, il s’agissait autrefois d’une abbaye laïque, mentionnée au XVIe siècle. Le bâtiment actuel a été reconstruit au milieu du XVIIIe siècle. Il comporte deux étages et se compose d’un corps de logis principal flanqué de deux ailes.
Il est bâti en moellons de couleur claire laissés apparents sur la façade principale dont le centre, est orné d’un fronton triangulaire, portant le blason de la famille. La porte d’entrée, accessible par un escalier à double volée donne sur une large terrasse. Enfin, la toiture pentue et en tuiles plates arrondies est percée de lucarnes.

### Patrimoine religieux

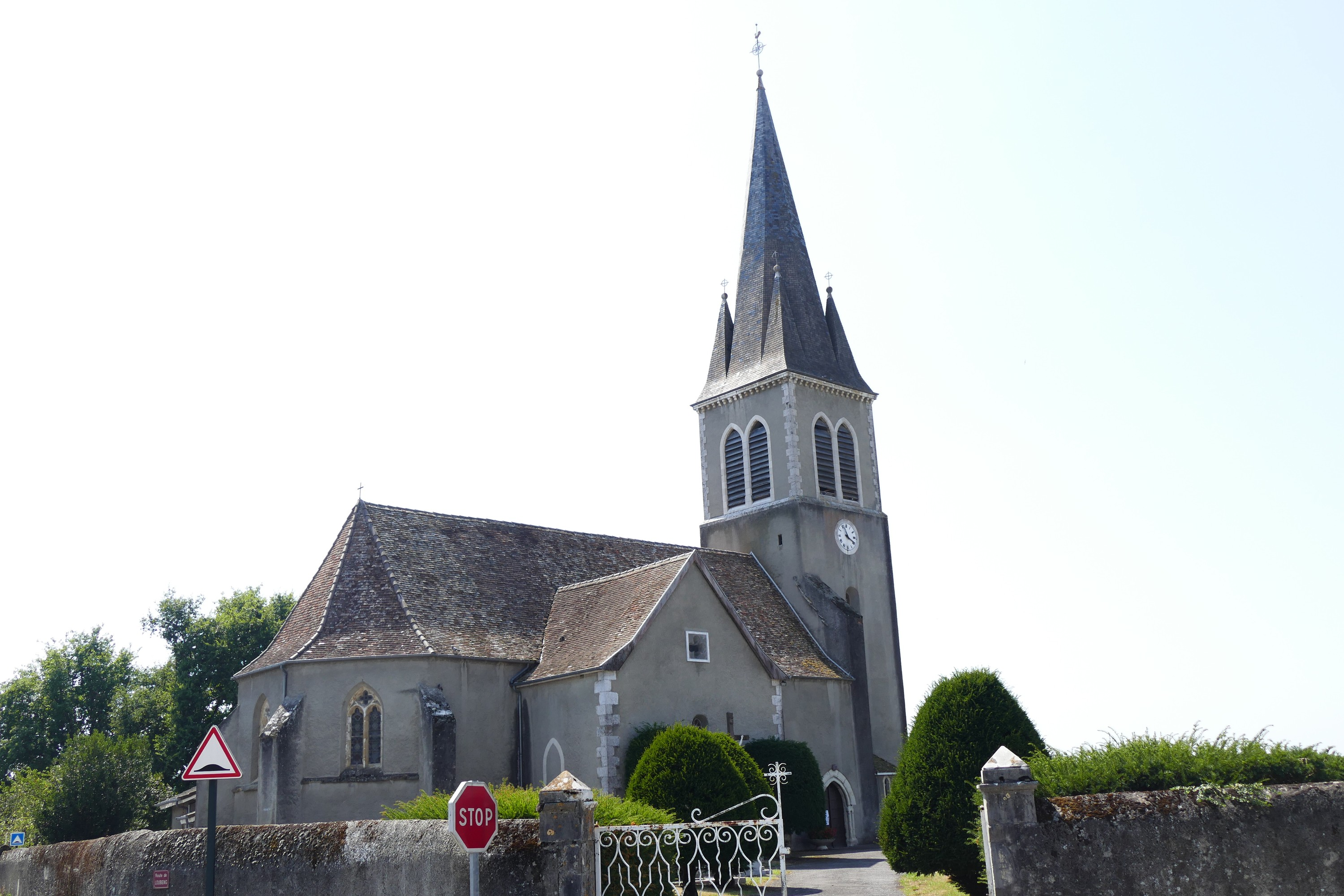
L'église Saint-Jean-Baptiste.

L'église Saint-Jean-Baptiste, fondée au XIVe siècle par Gaston Fébus, fut partiellement reconstruite et agrandie aux XVIIe, XIXe et XXe siècles.
Le sanctuaire de Muret, situé sur un promontoire de la commune de Lendresse, fait partie du patrimoine maslacquais. Une église en l’honneur de la Sainte-Vierge fût construite au XIe siècle. En 1196, Gaston Vicomte de Béarn y épousa Pétronille Comtesse de Bigorre. Ce fut un lieu de pèlerinage célèbre pendant 500 ans jusqu’à l’époque de la réforme (1569-1599) où le site fut vandalisé. Un monument commémoratif en l’honneur de N.D. de Muret a été érigé en 1936, puis cédé en 1950 à la Société d’éducation populaire de Maslacq. Aujourd'hui ce site est régulièrement visité par les pèlerins de Compostelle qui empruntent le GR-65.

## Équipements
Éducation
La commune dispose de deux écoles primaires : une publique et une privée.

## Personnalités liées à la commune
- André Charlier, enseignant à l'école des Roches